# (5890) Carlsberg
(5890) Carlsberg est un astéroïde de la ceinture principale.

## Description
(5890) Carlsberg est un astéroïde de la ceinture principale. Il fut découvert par Richard M. West le 19 mai 1979 à La Silla. Il présente une orbite caractérisée par un demi-grand axe de 2,67 UA, une excentricité de 0,185 et une inclinaison de 13,79° par rapport à l'écliptique.

## Nom
Il fut « nommé en l'honneur de Carlsbergfondet, établie en 1876 par Jacob Christian Jacobsen (1811-1887), fondateur philanthrope de la première brasserie Carlsberg en 1847, afin d'assurer la poursuite des travaux scientifiques aux Laboratoires Carlsberg et de soutenir les sciences naturelles, les mathématiques, la philosophie, l'histoire et la linguistique. L'impact de Carlsbergfondet sur la vie scientifique et culturelle danoise est immense et des milliers de projets de recherche, dont de nombreux en astronomie et astrophysique, sont devenus possibles. Cette planète mineure fut numérotée en 1994, lorsque le découvreur vivait à Munich, juste 150 ans après la visite de Jacobsen aux brasseurs de cette ville, lorsqu'il obtint un célèbre échantillon de levure qui contribua largement à son succès ultérieur. ».

## Compléments